# Arthur Wilson
Arthur James Wilson (ur. 29 grudnia 1886 w Newcastle upon Tyne, zm. 31 lipca 1917 w Flandrii) – brytyjski rugbysta, olimpijczyk, zdobywca srebrnego medalu w turnieju rugby union na Letnich Igrzyskach Olimpijskich w 1908 roku w Londynie.

## Życiorys
Syn Henry’ego i Emily Wilson, absolwent Glenalmond School zdecydował o dalszej nauce w kierunku inżynier górniczy. Po ukończeniu Camborne School of Mines podróżował po świecie, pracując w zawodzie w Południowej Afryce, a także jako plantator herbaty w Indiach. Po powrocie do kraju zaciągnął się do Royal Fusiliers podczas trwającej I wojny światowej. Zginął w trakcie bitwy pod Passchendaele.

## Kariera sportowa
W trakcie kariery sportowej związany był z klubami z Camborne, w szczególności z Camborne School of Mines RFC, a także został wybrany do drużyny hrabstwa, w której rozegrał siedemnaście spotkań.
W 1908 roku z zespołem Kornwalii – ówczesnym mistrzem angielskich hrabstw wytypowanym przez Rugby Football Union na przedstawiciela Wielkiej Brytanii – zagrał w turnieju rugby union na Letnich Igrzyskach Olimpijskich 1908. W rozegranym 26 października 1908 roku na White City Stadium spotkaniu Brytyjczycy ulegli Australijczykom 3–32. Jako że był to jedyny mecz rozegrany podczas tych zawodów, oznaczało to zdobycie przez Brytyjczyków srebrnego medalu.
W reprezentacji Anglii rozegrał jedno spotkanie – z Irlandią rozegrane na Lansdowne Road 13 lutego 1909 roku w ramach Home Nations Championship 1909.